# Nottwil
Nottwil je mjesto u Švicarskoj u Luzernu. Mjesto leži zapadnoj obali jezera Sempachersee. 

## Zanimljivosti
Nottwil je poznat, po tome što je od 1990. godine centar za paraplegičare. 

## Vanjske poveznice
- Službena stranica